# Galo (Lañas)
Galo (llamada oficialmente O Galo) es una aldea española situada en la parroquia de Lañas, del municipio de Arteijo, en la provincia de La Coruña, Galicia.

## Demografía
| Gráfica de evolución demográfica de Galo entre 2000 y 2018 |
|                                                            |
| Datos según el nomenclátor publicado por el INE.           |